# Benzoat de calciu
Benzoatul de calciu (E213) este sarea de calciu a acidului benzoic și are formula chimică (C6H5-COO)2Ca. Este utilizat pe post de conservant alimentar.